# Pouligny-Saint-Martin
Pouligny-Saint-Martin is een gemeente in het Franse departement Indre (regio Centre-Val de Loire) en telt 250 inwoners (2005). De plaats maakt deel uit van het arrondissement La Châtre.

## Geografie
De oppervlakte van Pouligny-Saint-Martin bedraagt 15,9 km², de bevolkingsdichtheid is 15,7 inwoners per km².
De onderstaande kaart toont de ligging van Pouligny-Saint-Martin met de belangrijkste infrastructuur en aangrenzende gemeenten.

## Demografie
Onderstaande figuur toont het verloop van het inwonertal (bron: INSEE-tellingen).